# Ноуел Міллс
Ноуел Міллс (англ. Noel Mills, 13 січня 1944 — 8 грудня 2004) — новозеландський академічний веслувальник.
Срібний призер Олімпійських Ігор 1972 року в складі розпашної четвірки без стернового.
Бронзовий призер Чемпіонату світу 1978 року в складі вісімки.
Срібний призер Чемпіонату Європи 1973 року в складі розпашної двійки без стернового.